# 茅野春雄
茅野 春雄（ちの はるお、1928年 - 2010年）は、日本の昆虫学者だった人物。

## 略歴
長野県岡谷市出身。長野県諏訪中学校（現・長野県諏訪清陵高等学校）を経て、1951年東京大学理学部動物学科卒業。農林省（現・農林水産省）農業技術研究所技官。1953年東京都立大学理学部助手。1960年東京大学理学部講師。1964年同大学教養学部助教授。1973年北海道大学低温科学研究所教授。1991年退官後、同大学名誉教授。1993年北海学園大学教養部教授。1997年同退職。

## 受賞歴
- 日本生化学会奨励賞 1961年
- 日本動物学会賞 1968年
- 朝日学術奨励賞 1970年
- 東レ科学技術賞 1991年[4]

## 著書
- 『昆虫の生化学』東京大学出版会 1980年
- 『わたしの研究 虫はどのように冬を越すのか？』下田智美絵 偕成社 1995年
- 『昆虫の謎を追う』学会出版センター 2000年